# Josias Rowley
Sir Josias Rowley, 1. baronet Rowley z Mount Campbell (Sir Josias Rowley, 1st Baronet Rowley of Mount Campbell) (1765, Mount Campbell, Leitrim, Irsko – 10. ledna 1842, Mount Campbell, Leitrim, Irsko) byl britský admirál. U Royal Navy sloužil od dětství, vynikl v napoloenských válkách. V roce 1813 byl povýšen do šlechtického stavu, obdržel několik vyznamenání a zastával velitelské funkce v různých oblastech Britského impéria. Kariéru zakončil jako vrchní velitel ve Středozemním moři (1833–1837), v roce 1837 byl povýšen na admirála.

## Životopis
Pocházel z anglické rodiny usazené od 17. století v Irsku, byl vnukem admirála Williama Rowleye (1690–1768). Narodil se na zámečku Mount Campbell v irském hrabství Leitrim jako mladší syn dlouholetého poslance Clothwortha Rowleye (1731–1805), mimo jiné byl synovcem admirála Joshuy Rowleye (1734–1790). Do služeb Royal Navy vstoupil ve třinácti letech v roce 1778, původně působil v Karibiku. Ve válkách proti revoluční Francii dosáhl hodnosti kapitána (1795), poté sloužil v Indii a na Mysu Dobré naděje, kde byl v roce 1808 krátce velitelem. V hodnosti komodora vynikl v roce 1810 převzetím francouzského ostrova Réunion do dočasné britské správy, měl významnou účast na Mauricijském tažení. Poté byl převelen do Středomoří, v roce 1813 byl povýšen na baroneta, v roce 1814 dosáhl hodnosti kontradmirála a v roce 1815 obdržel Řád lázně. V roce 1815 se s admirálem Pellewem zúčastnil bombardování Alžíru, které s konečnou platností ukončilo působení pirátů ve Středomoří. V letech 1818–1821 byl vrchním velitelem v Corku a u břehů Irska, v roce 1824 byl povýšen na viceadmirála. Kariéru zakončil jako vrchní velitel ve Středomoří (1833–1837). V roce 1834 získal Řád sv. Michala a sv. Jiří, při odchodu do penze obdržel hodnost admirála (1837). V roce 1840 byl dekorován velkokřížem Řádu lázně.
Kromě aktivní služby v námořnictvu byl také politikem, v letech 1798–1800 byl poslancem irského parlamentu a později v letech 1821–1826 členem Dolní sněmovny, politicky náležel k toryům. Kromě toho zastával správní funkce v irském hrabství Leitrim, kde vlastnil statky. Zemřel bez potomstva a jeho úmrtím zanikl titul baroneta.
Jeho mladší bratr Samuel Campbell Rowley (1774–1846) sloužil také u námořnictva a v roce 1837 dosáhl hodnosti kontradmirála. Admirálských hodností dosáhli i jejich bratranci Bartholomew Rowley (1764–1811) a Charles Rowley (1770–1845).